# Krupka
Krupka (pronunție în cehă [ˈkrupka]; în germană Graupen) este un oraș din districtul Teplice din regiunea Ústí nad Labem din Republica Cehă. Are aproximativ 12.000 de locuitori. Orașul este situat în regiunea minieră a Munților Metaliferi, un sit al Patrimoniului Mondial UNESCO, iar în timpul Evului Mediu târziu a fost unul dintre cei mai importanți producători mondiali de cositor și argint. Centrul orașului Krupka este bine conservat și este protejat prin lege ca zonă de monument urban.

## Părți administrative
Părțile orașelor și satele din Bohosudov, Fojtovice, Horní Krupka, Maršov, Nové Modlany, Soběchleby, Unčín și Vrchoslav sunt părți administrative ale Krupka.

## Etimologie
Numele „Krupka” a fost derivat dintr-un cuvânt în cehă veche krupý, care înseamnă aproximativ „mare”.

## Geografie

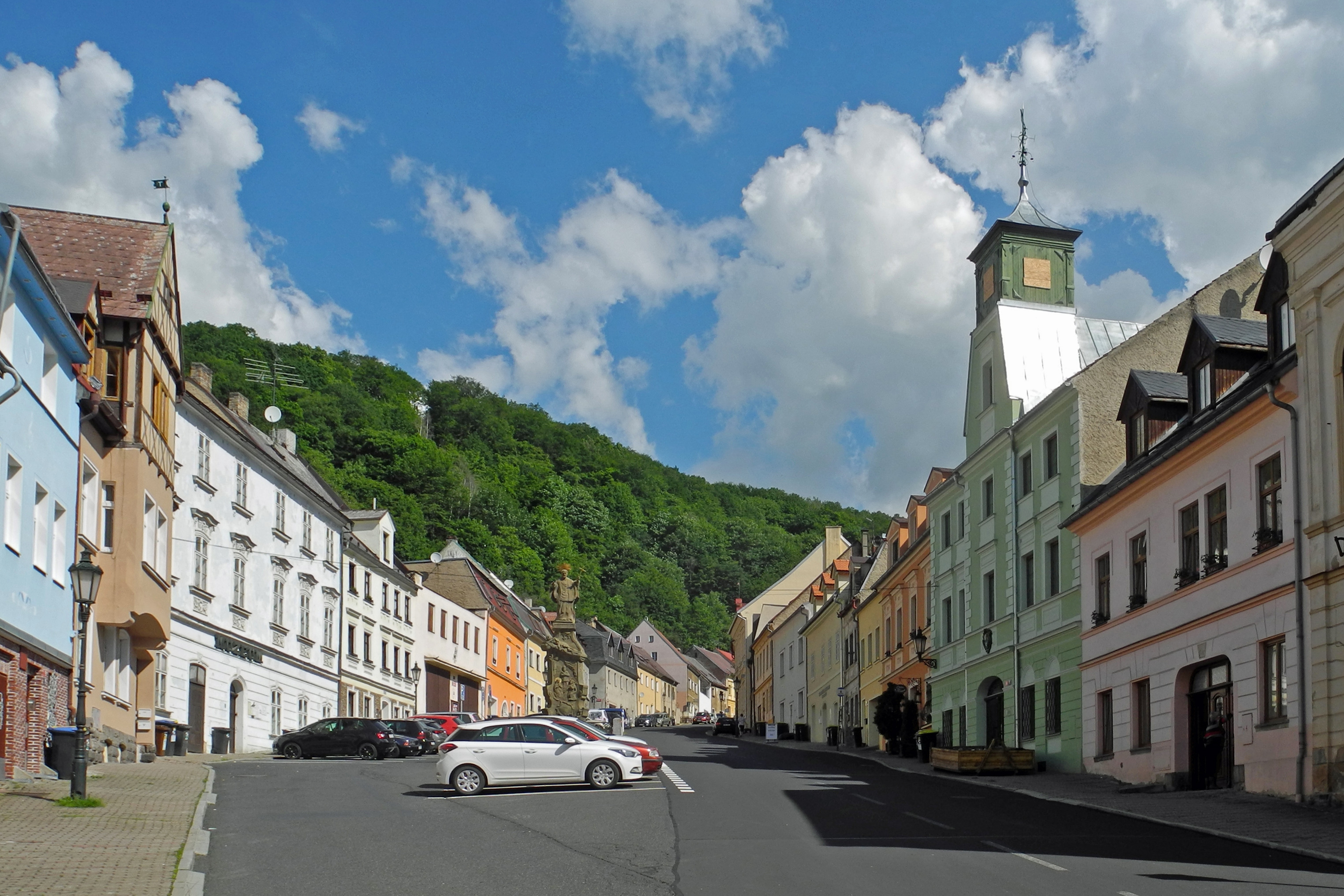
Centrul orașului Krupka

Krupka este situat la aproximativ 3 kilometri (2 mi) la nord de Teplice și 11 kilometri (7 mi) la est de Ústí nad Labem. Partea de sud a teritoriului municipal cu intravilan se întinde Bazinul Most, partea de nord se întinde în Munții Metaliferi.
La granița de sud a Krupka se află lacul de acumulare Kateřina, construit la începutul secolului al XX-lea. A fost construită ca parte a protecției gospodăririi apei, iar astăzi este folosită și în scopuri recreative.

## Istorie
Originea orașului minier inițial este legată de exploatarea minereului de staniu și prelucrarea ulterioară a acestuia. Prima mențiune scrisă despre Krupka este din 1305 într-un act al regelui Wenceslaus al II-lea. În 1330, este menționată existența unei cetăți de pază. După războaiele husite, Krupka a câștigat privilegii de oraș.
În secolul al XVII-lea au început să apară probleme cu activitățile miniere, iar vânzările de cositor au rămas blocate. Războiul de 30 de ani a afectat negativ mineritul. În 1708, familia Clary-Aldringen a cumpărat conacul Krupka și l-a deținut până în 1918.
În secolul al XIX-lea, centrul economic s-a mutat în vecinul Bohosudov odată cu înființarea de noi fabrici și mine de lignit. În 1858, a fost construită calea ferată către Bohosudov. În 1898, Bohosudov a fost promovat în oraș. Din 1938 până în 1945, Krupka a fost una dintre municipalitățile din Sudeți. În 1960, Bohosudov a fost fuzionat cu Krupka și a devenit cea mai populată parte a orașului.